# 白恩培
白恩培（はく おんばい）は、中華人民共和国の政治家。陝西省出身。西北工業大学航海設備・自動制御系卒業。元共産党雲南省委員会書記および雲南省人民代表大会常務委員会主任。その後、全国人民代表大会環境・資源保護委員会副主任委員を務める。2015年1月に汚職による党規約違反で党籍剥奪と公職の解任の処分を受ける。

## 人物
1970年代に陝西省延安の油脂やたばこ工場で工場長などを務め、1980年代に陝西省延安地区の共産党幹部を歴任し、のちに中央委員会委員候補に選出される。1990年に党内モンゴル自治区委員会常務委員及び組織部長に転任し、党内モンゴル自治区委員会副書記に昇進する。1997年に青海省に移動し2001年10月まで青海省人民政府省長や党青海省委員会書記を歴任する。2001年10月から党雲南省委員会書記に就任し、2003年から雲南省人民代表大会常務委員会主任を兼任する。2011年8月、年齢制限により同常務委員会主任を退任する。
2011年8月28日、第11期全国人民代表大会第22回常務委員会会議の決定により、第11期全国人民代表大会環境・資源保護委員会副主任委員に任命された。2013年3月から始まった第12期全国人民代表大会も同委員会副主任委員の職を務めていた。
2015年1月13日、職務上の地位を利用した巨額の賄賂の収受が、党中央紀律検査委員会による党の内部調査で判明したため、党からの永久除名と公職解任の処分を受けた。
その後、2016年6月16日に安陽市人民検察院より2000年から2013年の期間の2.46億元（2016年10月の為替レートで約37億円）にのぼる賄賂収受の罪で訴追された。2016年10月9日に河南省の安陽市中級人民法院で罪状認定され、執行猶予付きの死刑、終身監禁の判決を受ける。